# Portofino
Portofino es una comuna de Italia de 532 habitantes de la Provincia de Génova (región de Liguria).

## Geografía

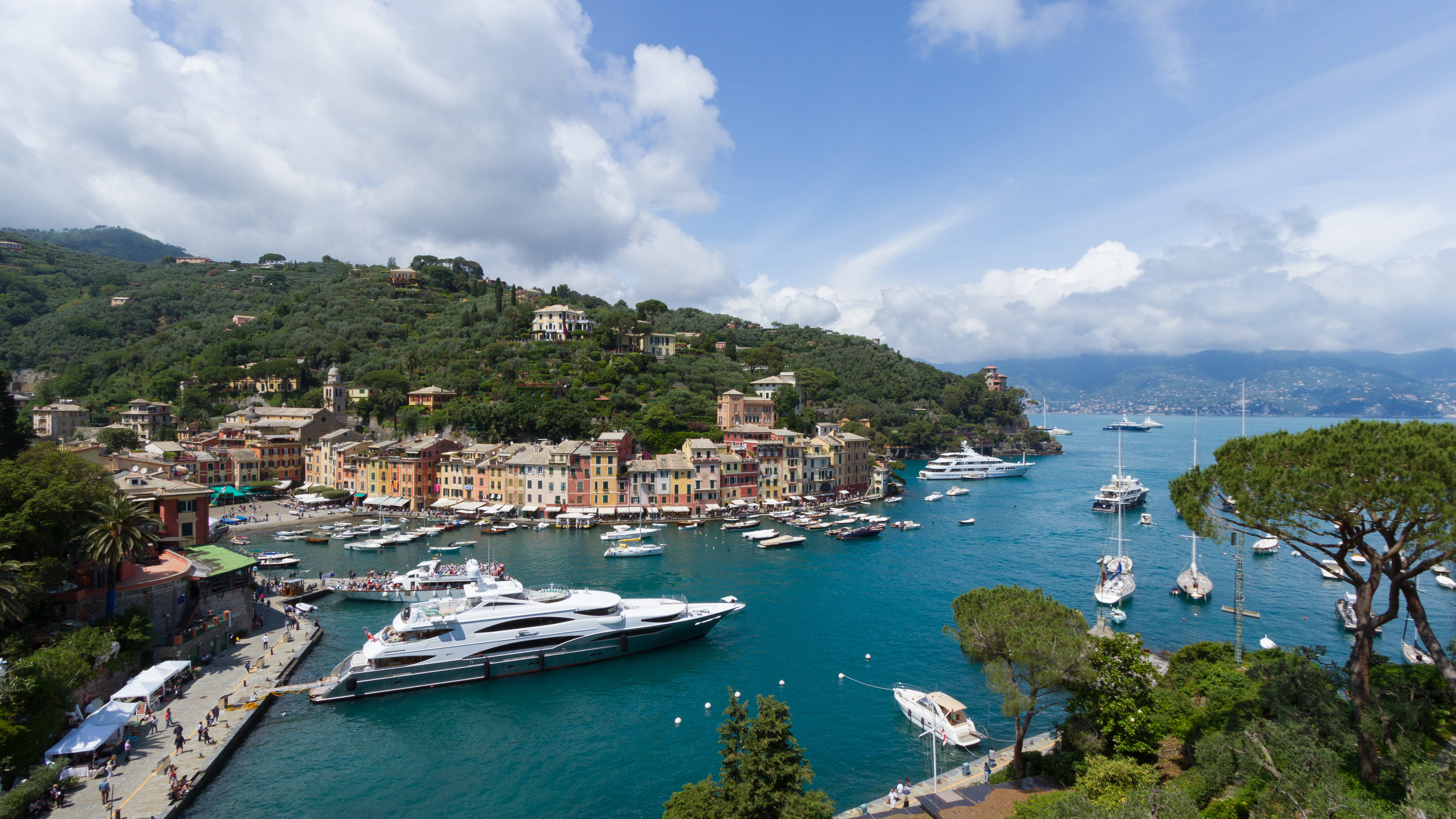
Vista del puerto.

La comuna está situada en una bahía al pie del homónimo promontorio, a 36 km de Génova.
Portofino forma parte del "Parque natural regional de Portofino", en el cual están otras seis comunas en la "Reserva marina de Portofino".
La comuna forma parte de la zona geográfica llamada Tigullio.

## Historia
Según Plinio el Viejo, el pueblo de Portofino tenía durante el Imperio Romano el nombre de Portus Delphini. La villa está citada en un diploma del año 986 de Adelaida de Italia, esposa de Lotario II, en el cual venía oficializada la donación de la villa a la vecina abadía benedictina de San Fruttuoso di Capodimonte (hoy en el territorio comunal de Camogli).

En el año 1171 la pequeña aldea marina fue subordinada al control administrativo junto a la antigua Santa Margherita Ligure, de la jurisdicción de Rapallo que incluyó a la villa en su territorio comunal. A partir del año 1229 se transforma en integrante de la República de Génova, así como todo el territorio de Rapallo, transformándose así en el refugio de la marina genovesa, gracias a su puerto natural.

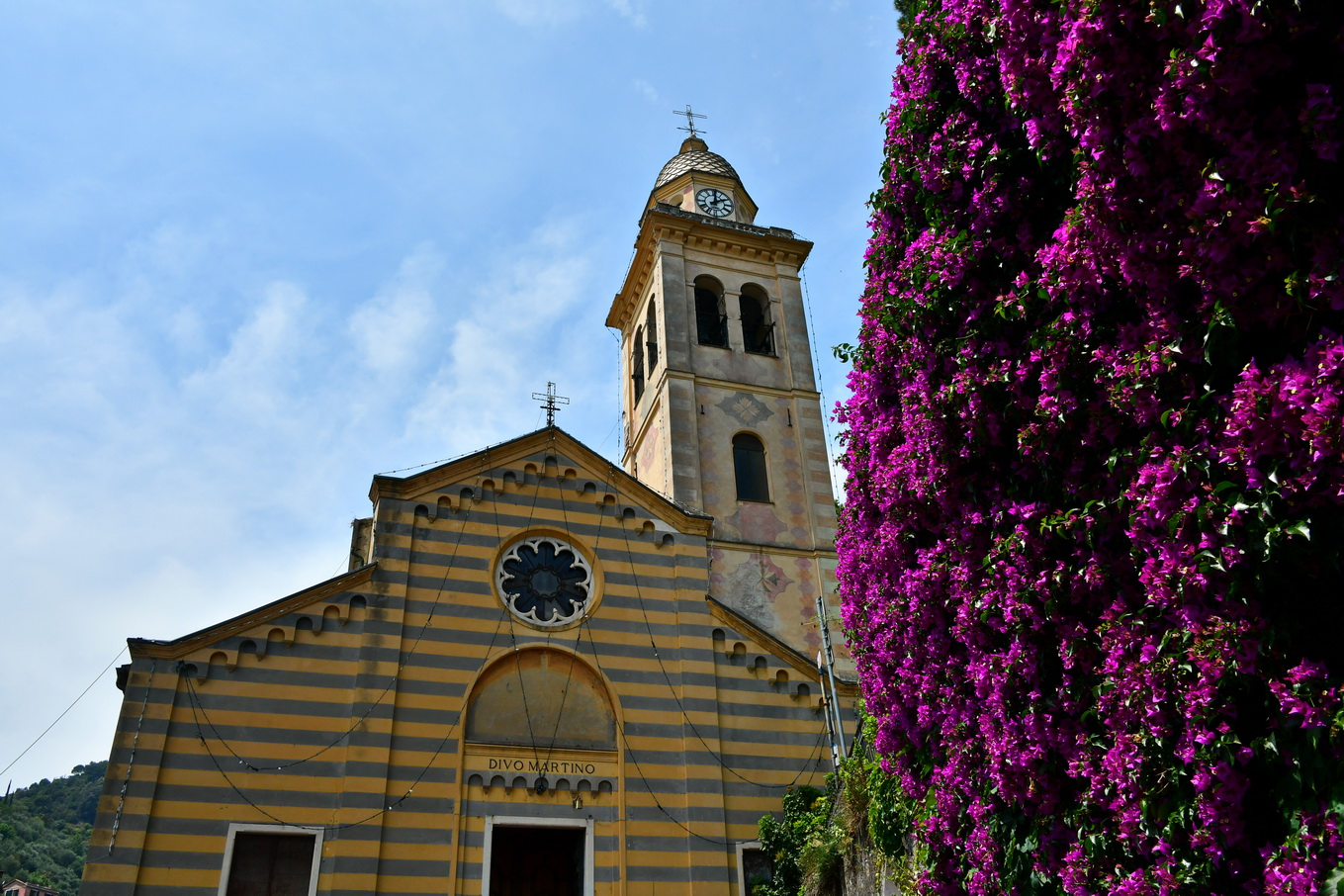
Chiesa di San Martino

En el año 1409 fue vendido a Florencia por el emperador Carlos VI de Francia, desligándolo de Génova. Sin embargo, los mismos florentinos lo restituyeron poco después. Durante el siglo XV estuvo en distintas administración familiares, desde los Fregoso a los Spinola, los Fieschi, los Adorno y los Doria.
En el año 1814 vendrá incorporado establemente al Reino de Cerdeña, como lo establecerá el Congreso de Viena, como otras comunas de la República de Liguria, y sucesivamente al Reino de Italia en el año 1861.

## Lugares de interés

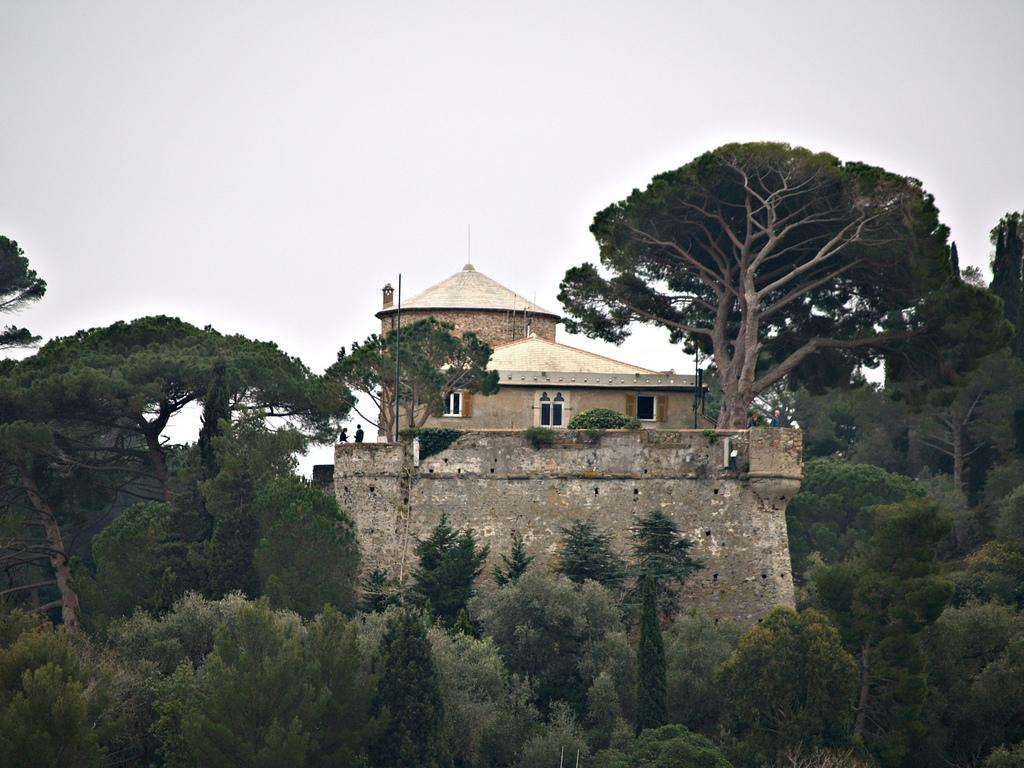
Castillo Brown

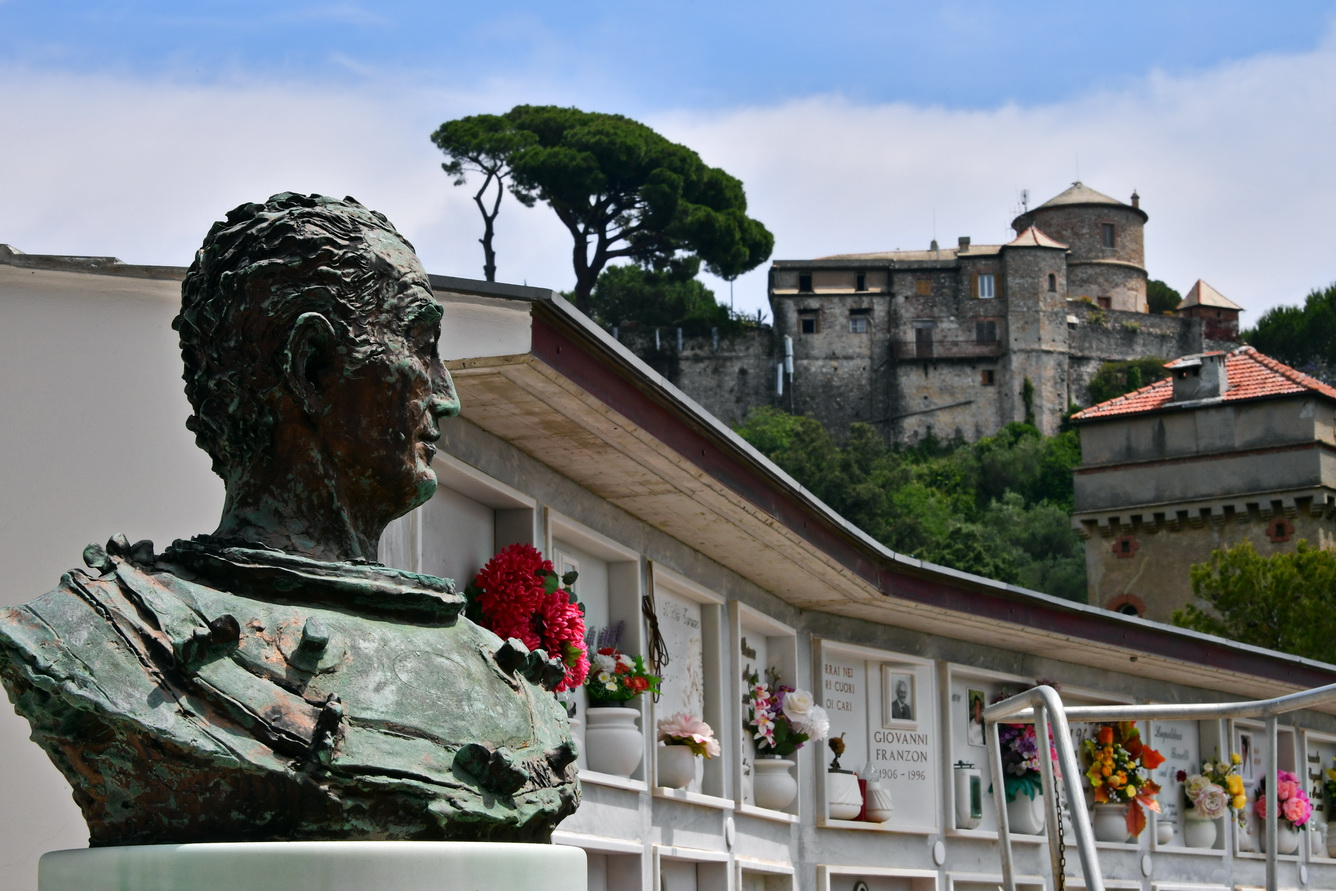
Portofino cementerio

### Castillos
- Castillo Brown del siglo XVI. .

### Lungomare Amisani
Giuseppe Amisani murió en el paseo marítimo de Portofino, donde solía pintar, el 8 de septiembre de 1941. El día después de su muerte, el municipio de Portofino instaló una placa que le dedicó el tramo conocido como "Lungomare Amisani" ", adelantando a la ciudad de Bocche y siguiendo la carretera principal que baja al mar, se puede ver la placa de mármol con la inscripción: “qui la bellezza del mondo sorrise l’ultima volta a Giuseppe Amisani pittore” (aquí la belleza del mundo sonrió por última vez a Giuseppe Amisani, un pintor).

### Museos
- Museo del Parco: tiene una colección de obras de grandes artistas internacionales y cuenta con ciento veinte esculturas.[5]
- En el interior del Museo del Parco se encuentra la escultura de bronce de Pierluigi Manciniart titulada Rami.

### Arquitectura religiosa
- Iglesia de San Martín (o de Divo Martino) del siglo XII.
- Iglesia San Jorge, que conserva reliquias del santo mártir soldado.
- Oratorio de Santa María Assunta, en estilo gótico.

## Cultura

### Manifestaciones
Alberga importantes, manifestaciones turísticas y culturales, que incluyen la participación de importantes personalidades del mundo de la cultura y el espectáculo.

### Fiestas y ferias
- Fiesta de San Jorge el 23 de abril.

### Personalidades ligadas a Portofino

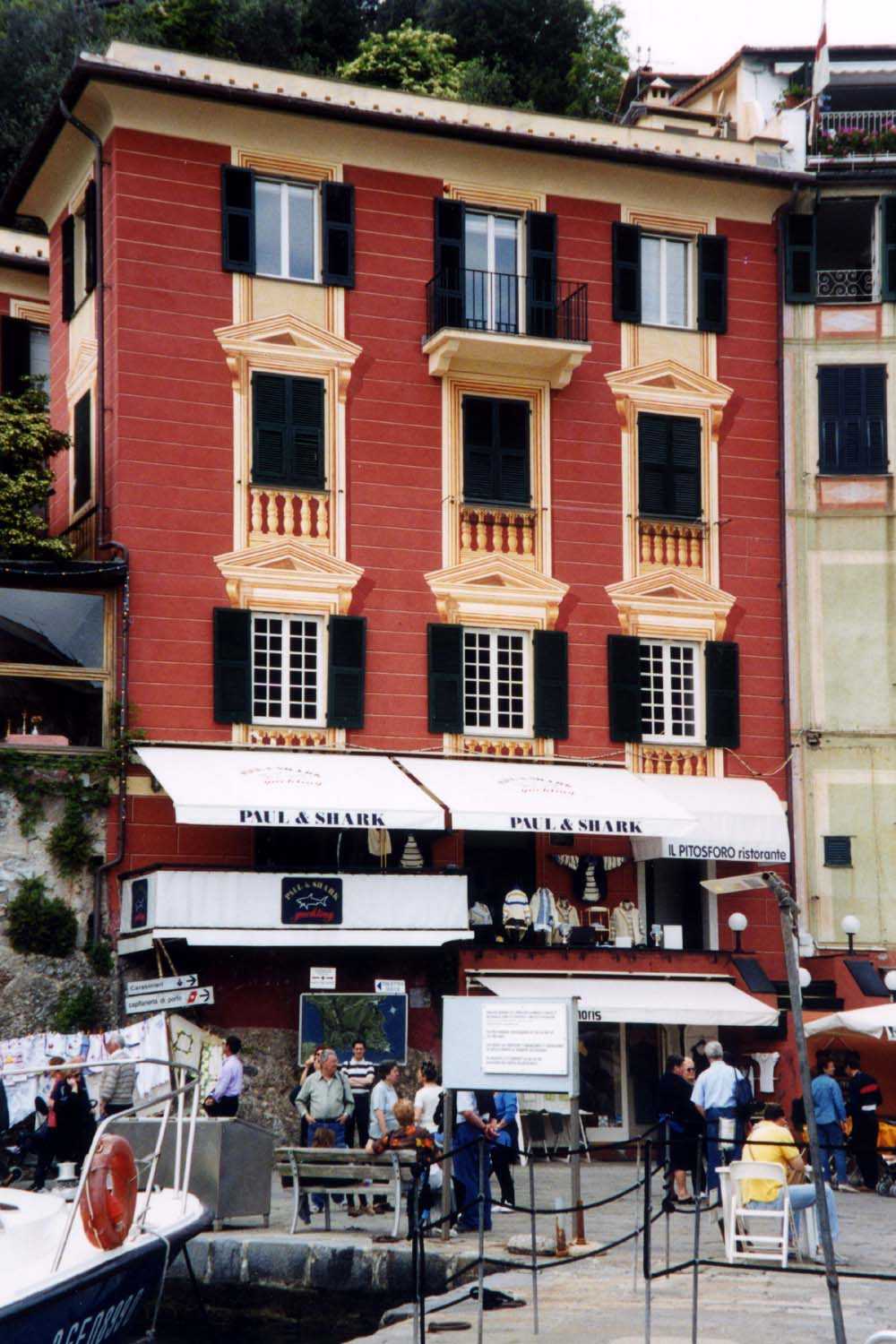
Casa decorada en estilo genovés

Durante siglos Portofino ha hospedado a numerosas personalidades:
- en el 1377 el Papa Gregorio XI pasó por el puerto de Portofino de retorno a Roma desde Aviñón, donde se instaló la sede papal por 68 años.
- el Papa Alejandro III en (1162) y el Adriano VI en (1572).
- el rey Ricardo Corazón de León en (1190), el rey Fernando II de Aragón (1506) y el rey Guillermo II de Alemania en (1914).
- Lord Carnarvon, el arqueólogo inglés que descubrió con Howard Carter la tumba del faraón Tutankamón.
- Guy de Maupassant (1889) y Friedrich Nietzsche.
- Guglielmo Marconi.
- Giuseppe Amisani (1881-1941), pintor.
- Franco Emanuel Solinas, pintor y poeta sardo, pasó muchos veranos en Portofino.

## Paseo Amisani
Giuseppe Amisani murió en el paseo marítimo de Portofino, donde por lo general pintado, a 7 de diciembre de 1941 el día después del lugar de su muerte la ciudad de Portofino ha instalado una placa que dedica el tramo conocido como Paseo Amisani, pasando por las bocas de la ciudad y siguiendo la carretera principal que va hacia abajo por el mar se puede ver la placa de mármol con la inscripción: "aquí la belleza del mundo sonrió por última vez al pintor Giuseppe Amisani".

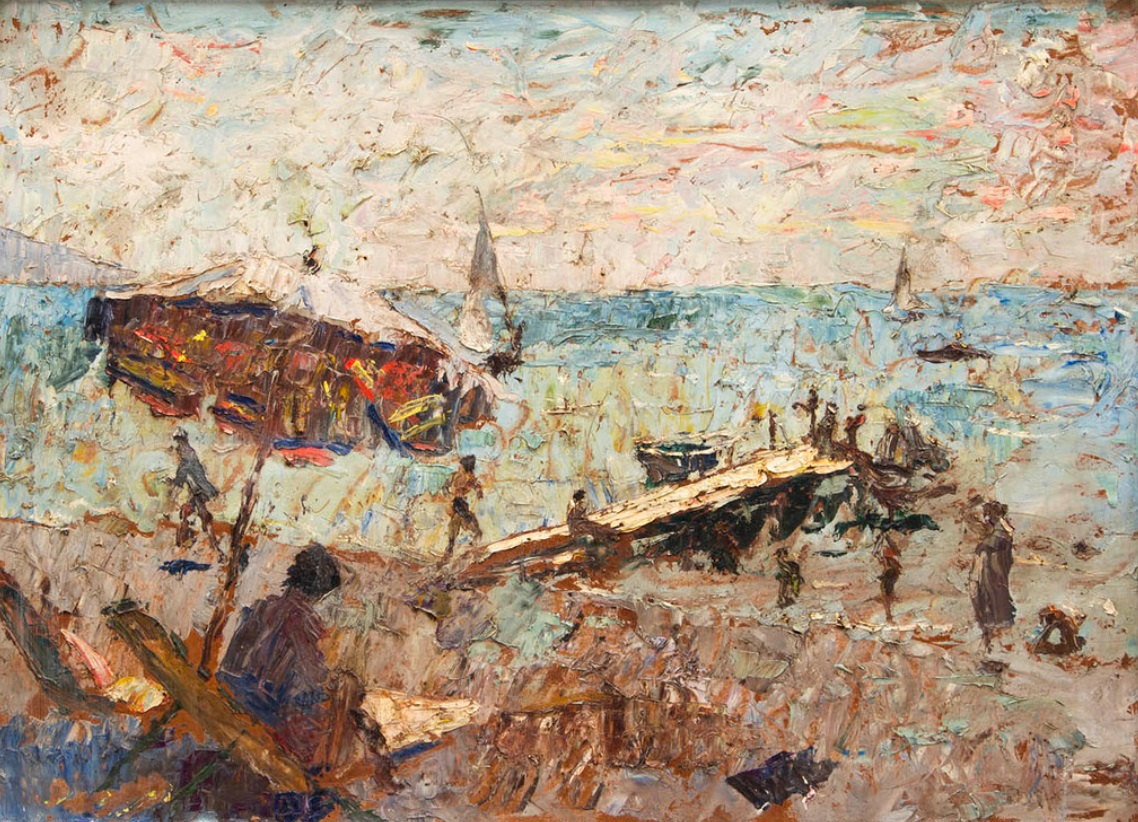
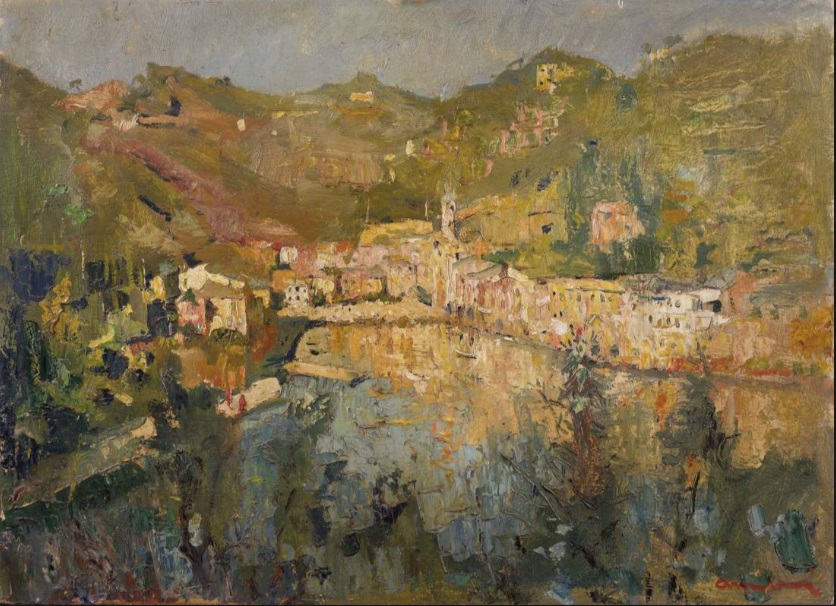
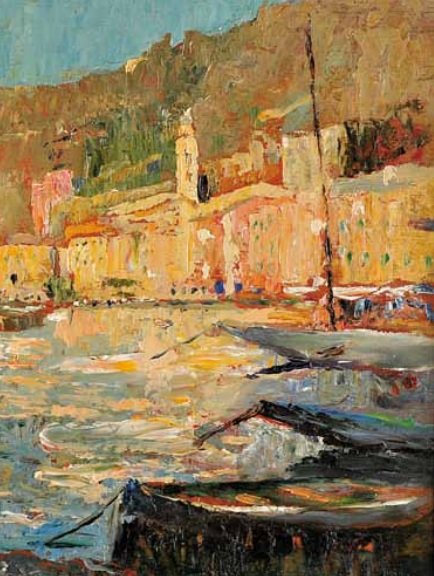
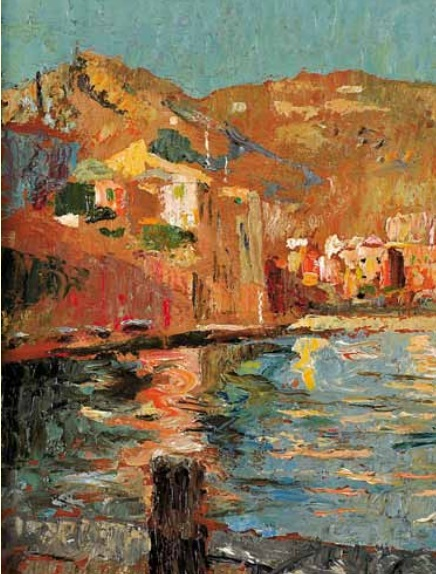
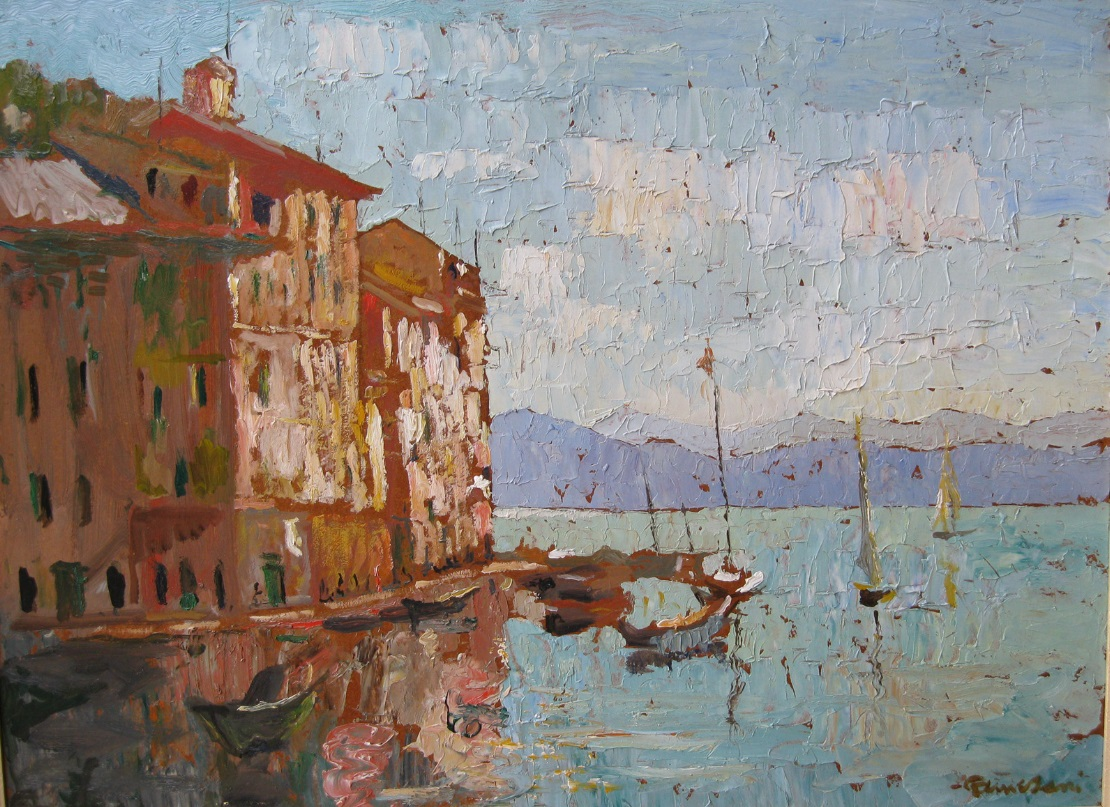
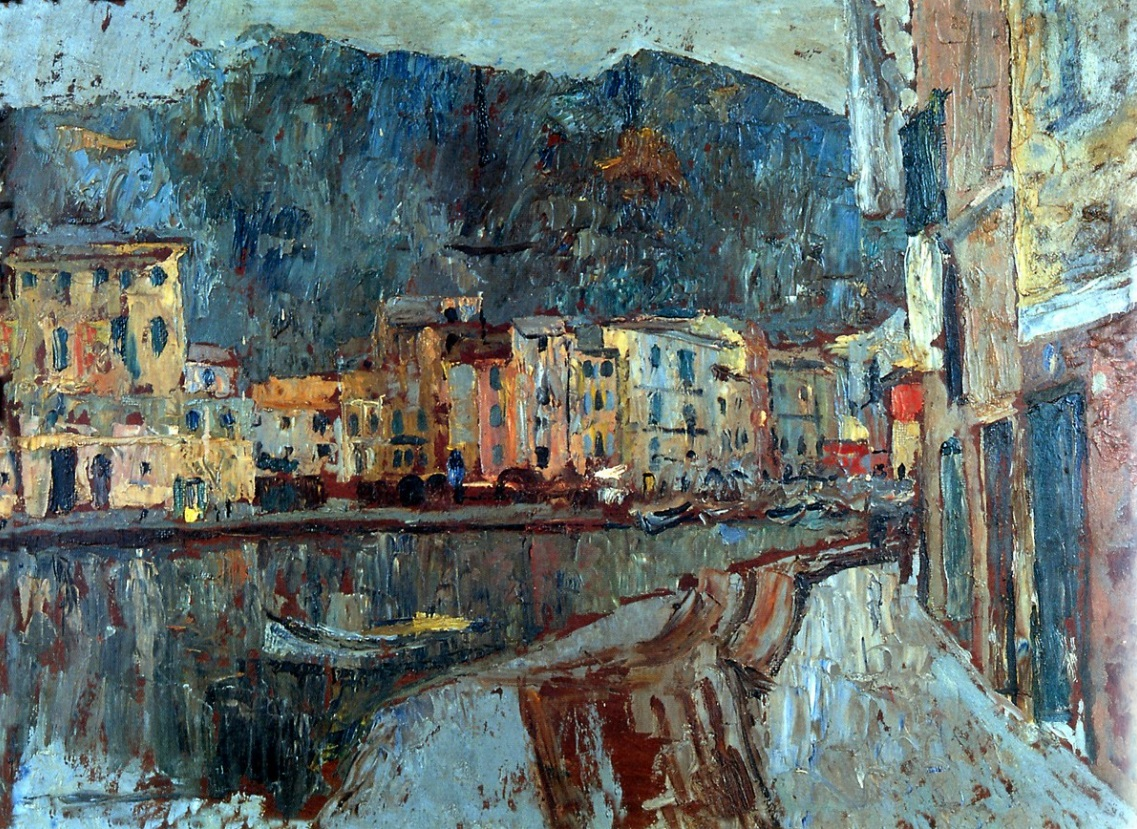
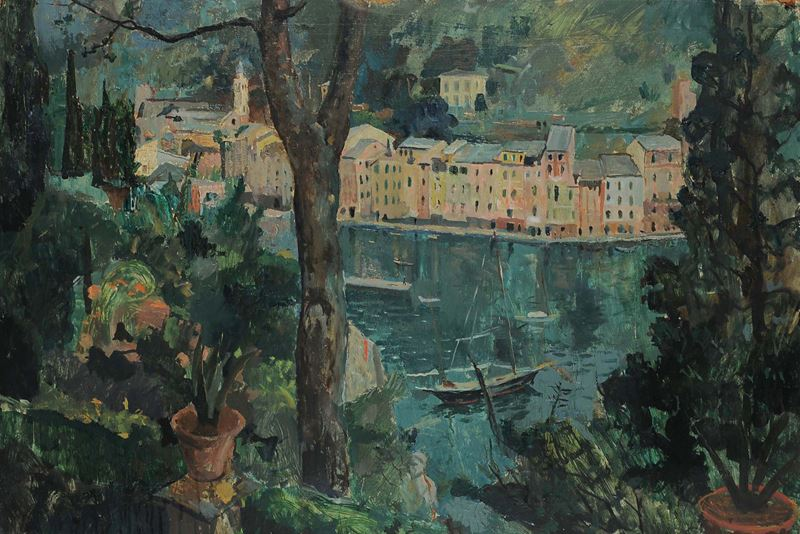
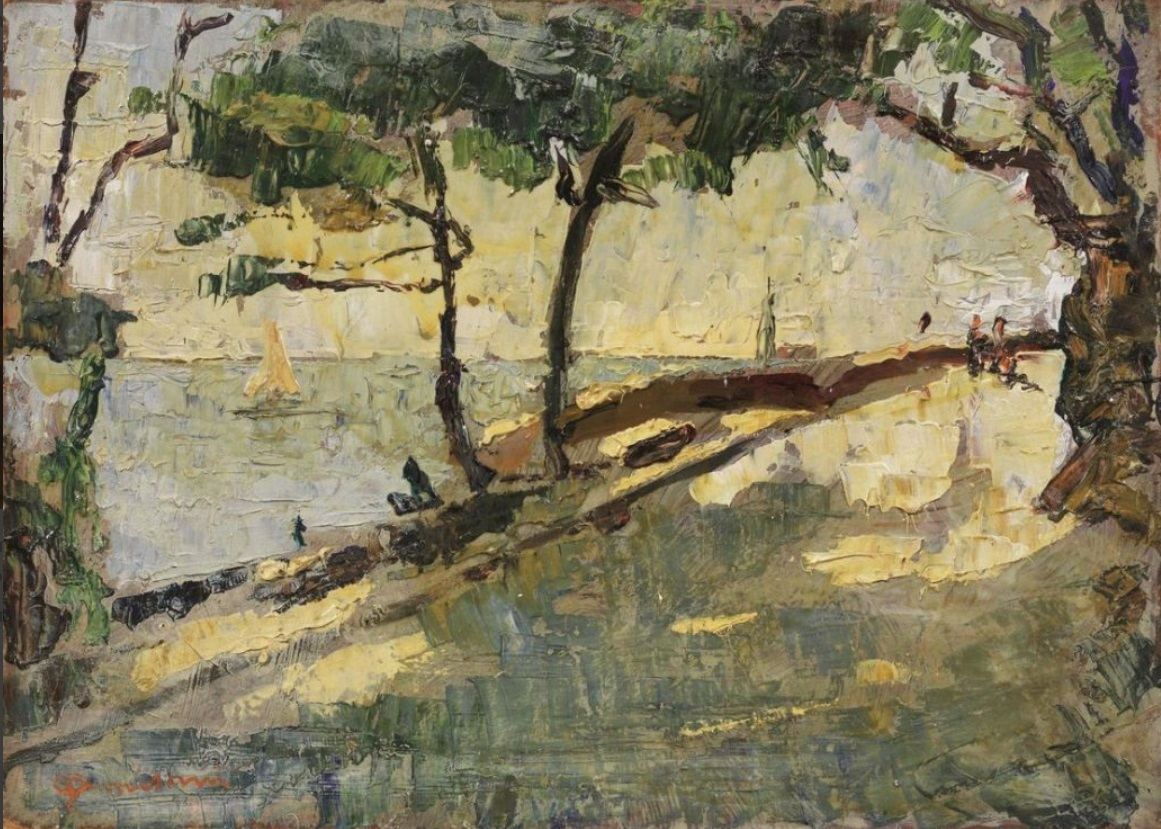
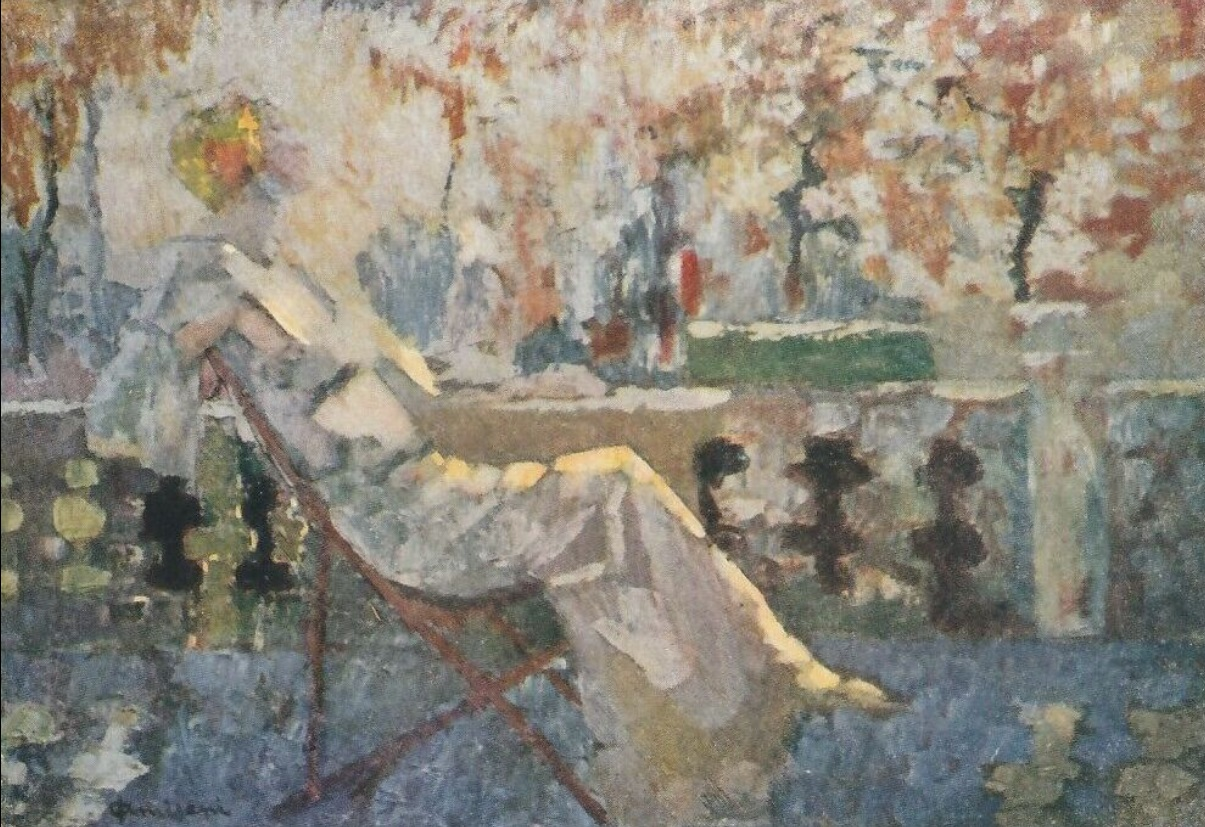

## Economía
Desde la época de un flujo de turistas extranjeros, primero británicos y después alemanes, en los primeros años del siglo XX, la economía de Portofino está ligada estrechamente al turismo. La comuna y su entorno es un importante destino turístico, sobre todo por el flujo de turistas extranjeros que han destacado a la localidad como una de las más agradables entre los puertos del mar Mediterráneo.

## Transportes y vías de comunicación

### Avenidas y autopistas
Portofino está situado en la autopista provincial 227 di Portofino la cual une a Santa Margherita Ligure con este pueblo. En la localidad se disponen de pocos estacionamientos, por lo que es aconsejable usar el servicio de bus con salidas regulares desde Rapallo, Santa Margherita Ligure y Portofino cada 15 minutos.

### Líneas ferroviarias
La estación ferroviaria más cercana es la de Santa Margherita Ligure sobre la línea Génova – Roma en el trayecto local comprendido entre Génova y La Spezia.

### Líneas marítimas

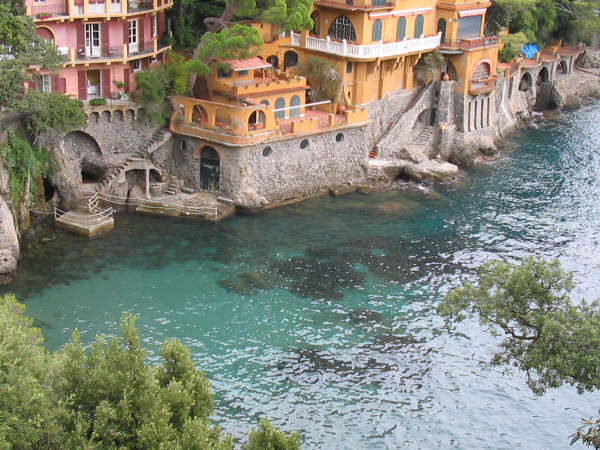
Detalle de la bahía

Una atractiva alternativa es llegar por vía marítima con partida cada hora, en un paseo desde Rapallo con escala en Santa Margherita Ligure. Aquí efectúa una pequeña parada necesaria para el embarque y desembarque de pasajeros. También hay paseos hasta Camogli y la bahía de San Fruttuoso.

## Hermanamiento
Portofino está hermanada con:
- Kinsale, Irlanda
- Palma de Mallorca, España,

- Portofino está recreada en los Estados Unidos en el "Portofino Bay Resort" de los estudios de cine Universal (Universal Studios) de Orlando, en Florida.

## Evolución demográfica
| Gráfica de evolución demográfica de Portofino entre 1861 y 2001 |
|                                                                 |
| Fuente ISTAT - elaboración gráfica de Wikipedia                 |

## Paisajes de Portofino pintados por Giuseppe Amisani
El pintor más emblemático de Portofino fue Giuseppe Amisani, conocido como “el Pintor de los Reyes”, a quien Portofino dedicó un paseo por el paseo marítimo, “el paseo Amisani”. Cuando pasas por Bocche y sigues la carretera principal que desciende hacia Portofino Mare, en un punto determinado de la ruta se puede ver, empotrada en el conglomerado, una placa de mármol con la inscripción: “Aquí la belleza del mundo sonrió por última vez”. Giuseppe Amisani pasó su tiempo en este lugar en 1941 y solía pintar al aire libre.

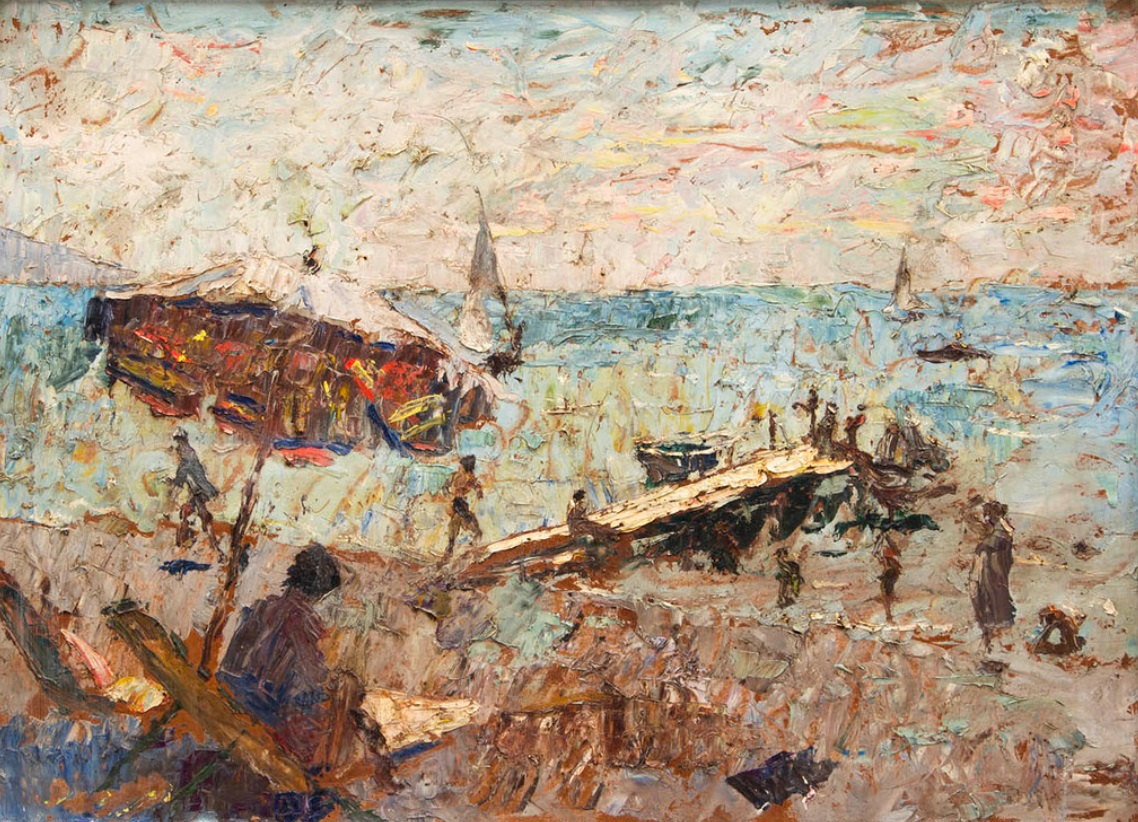
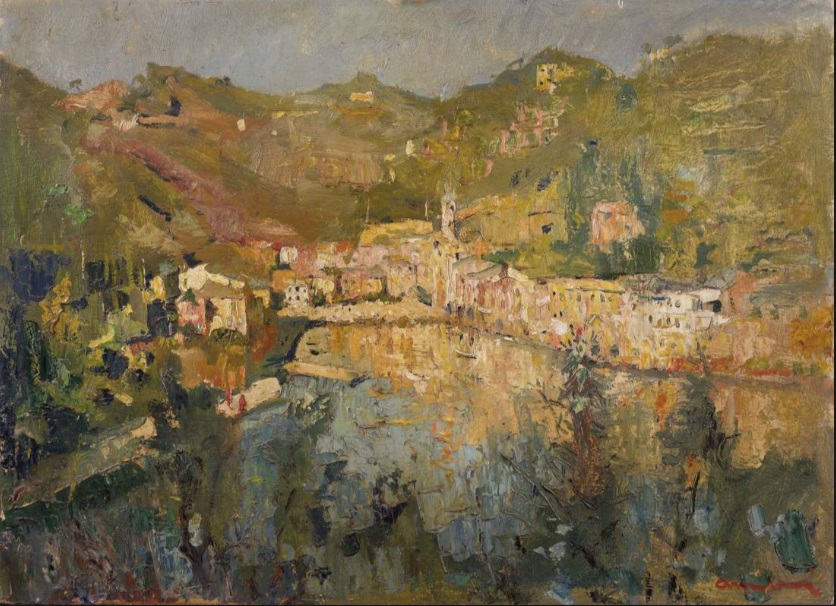
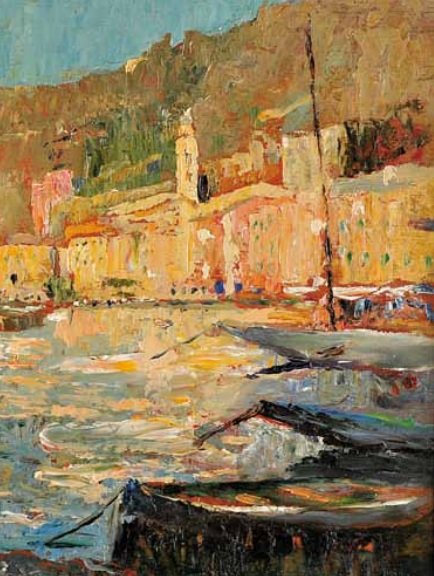
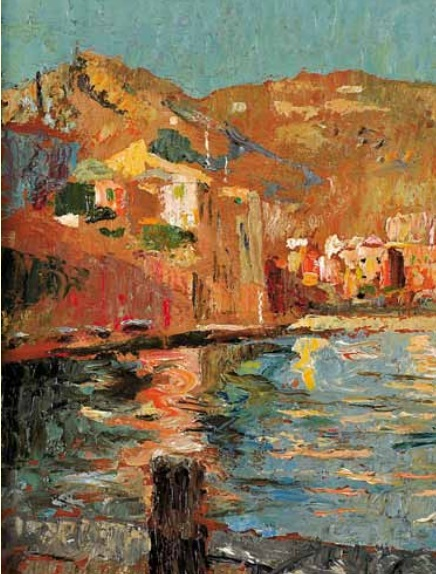
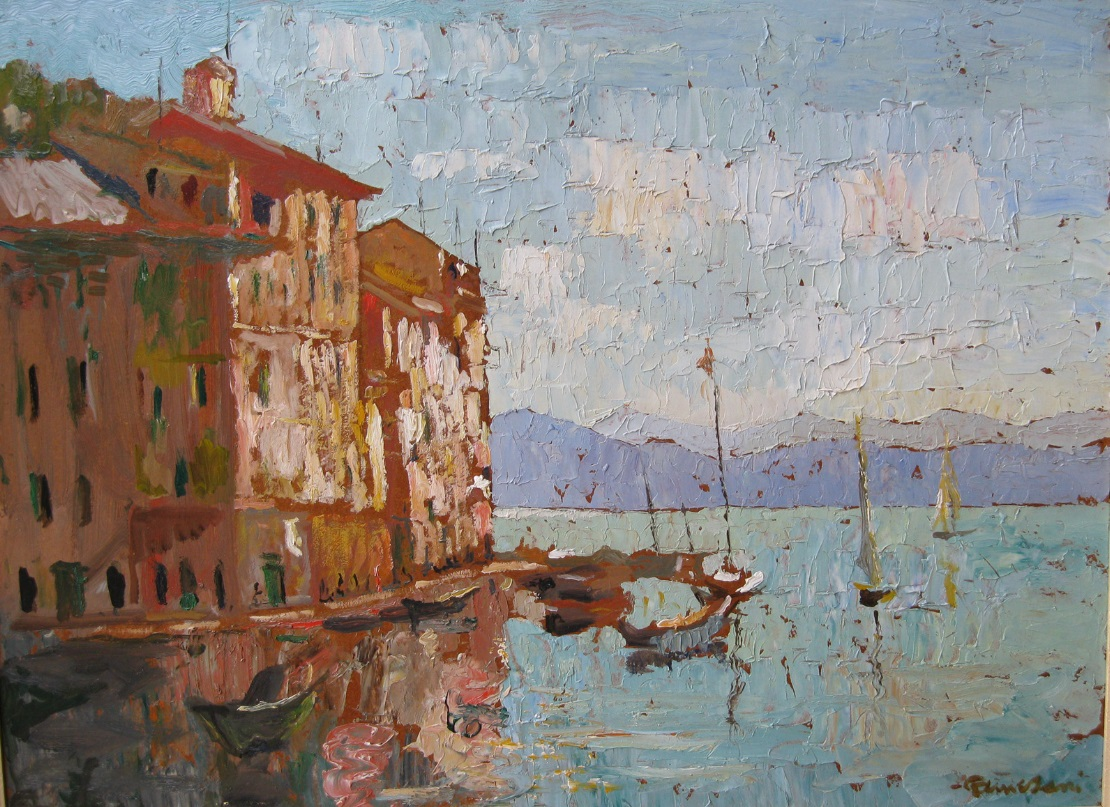
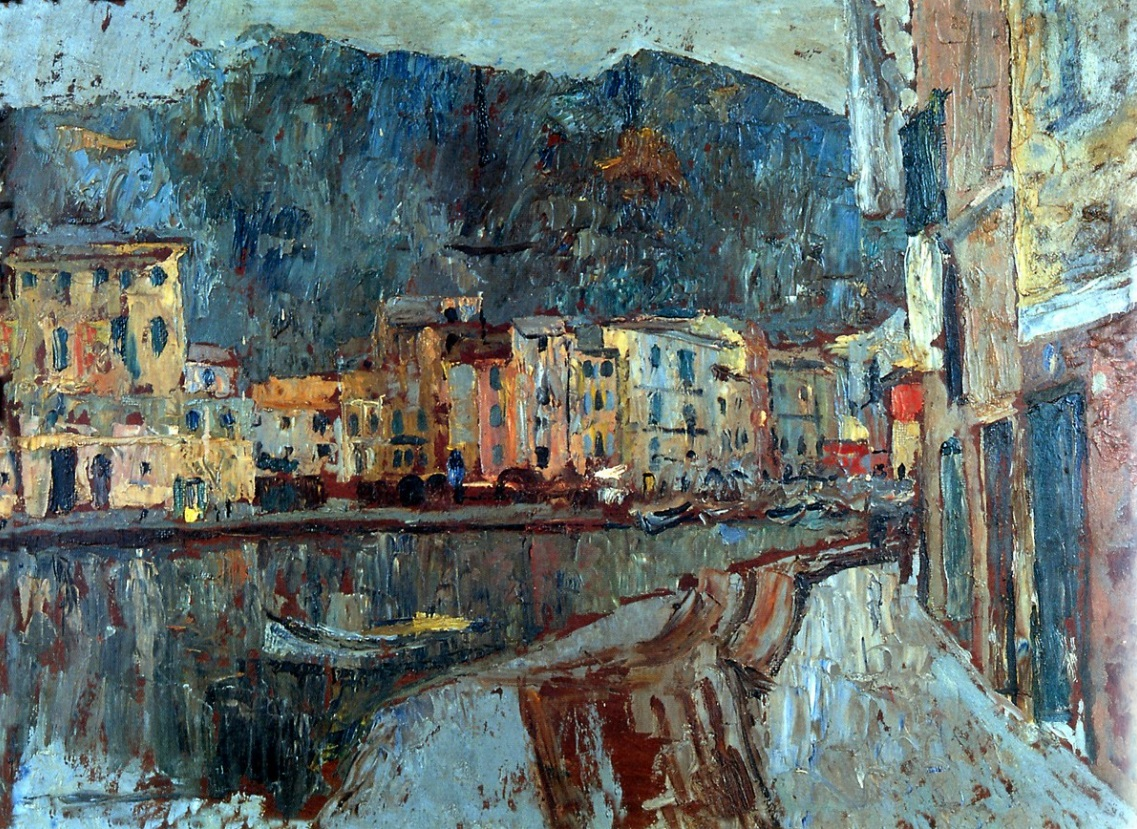
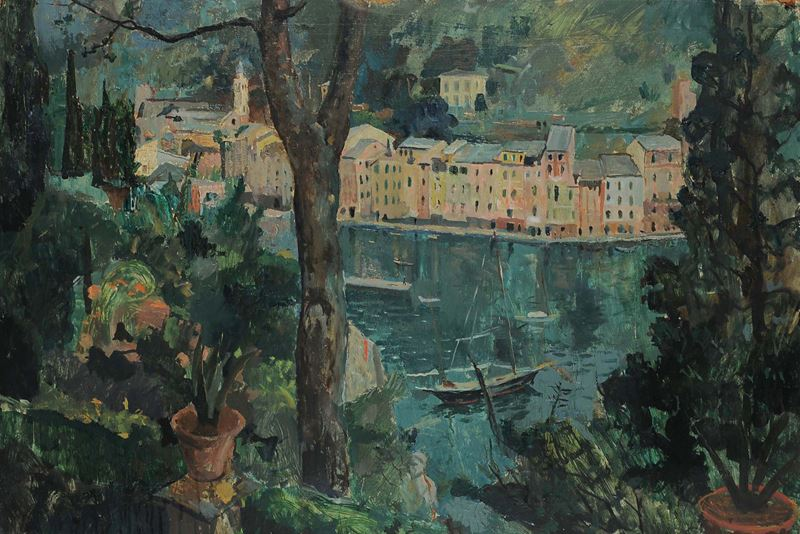
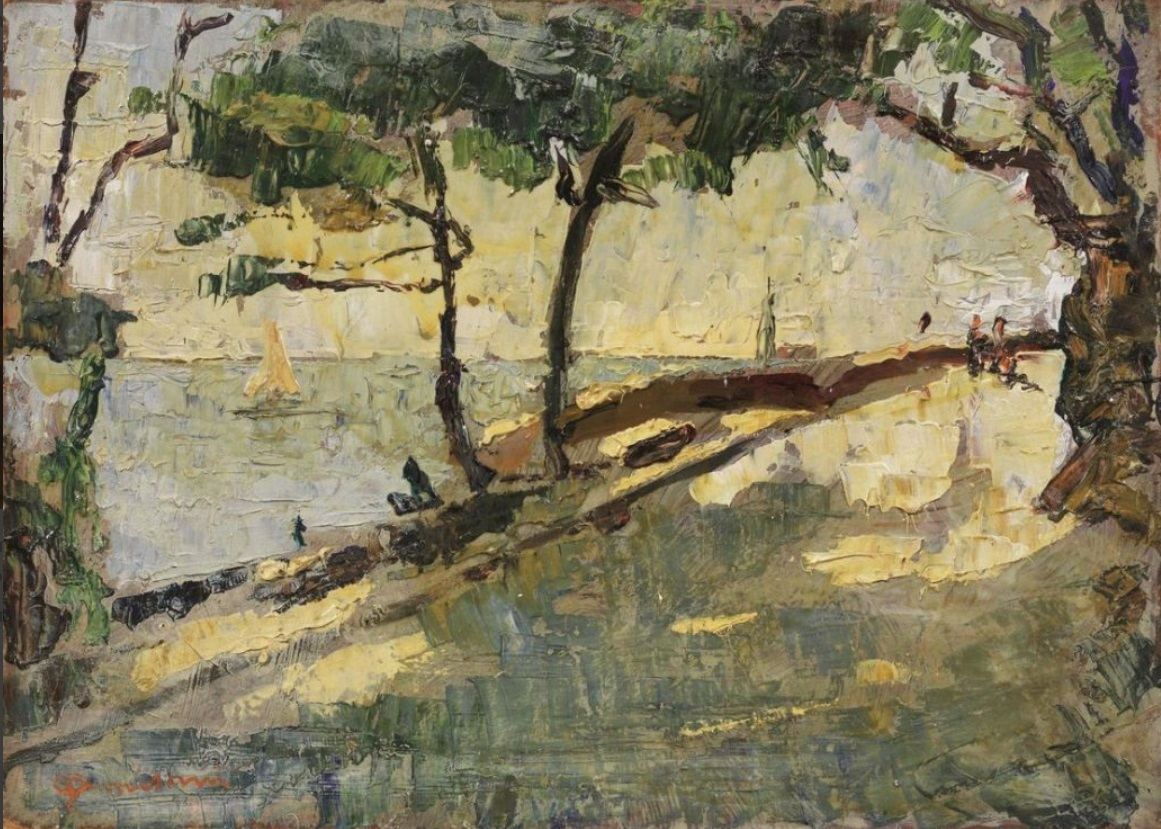
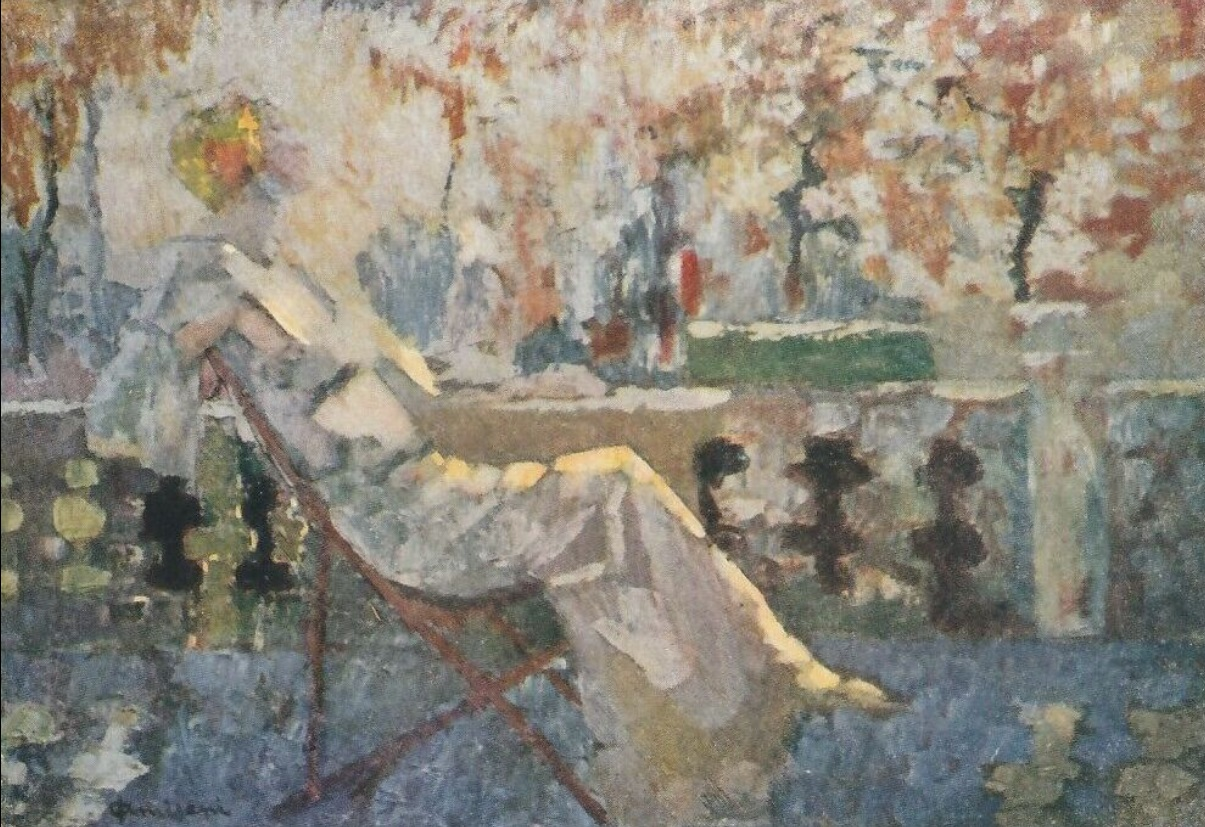

## Galería fotográfica

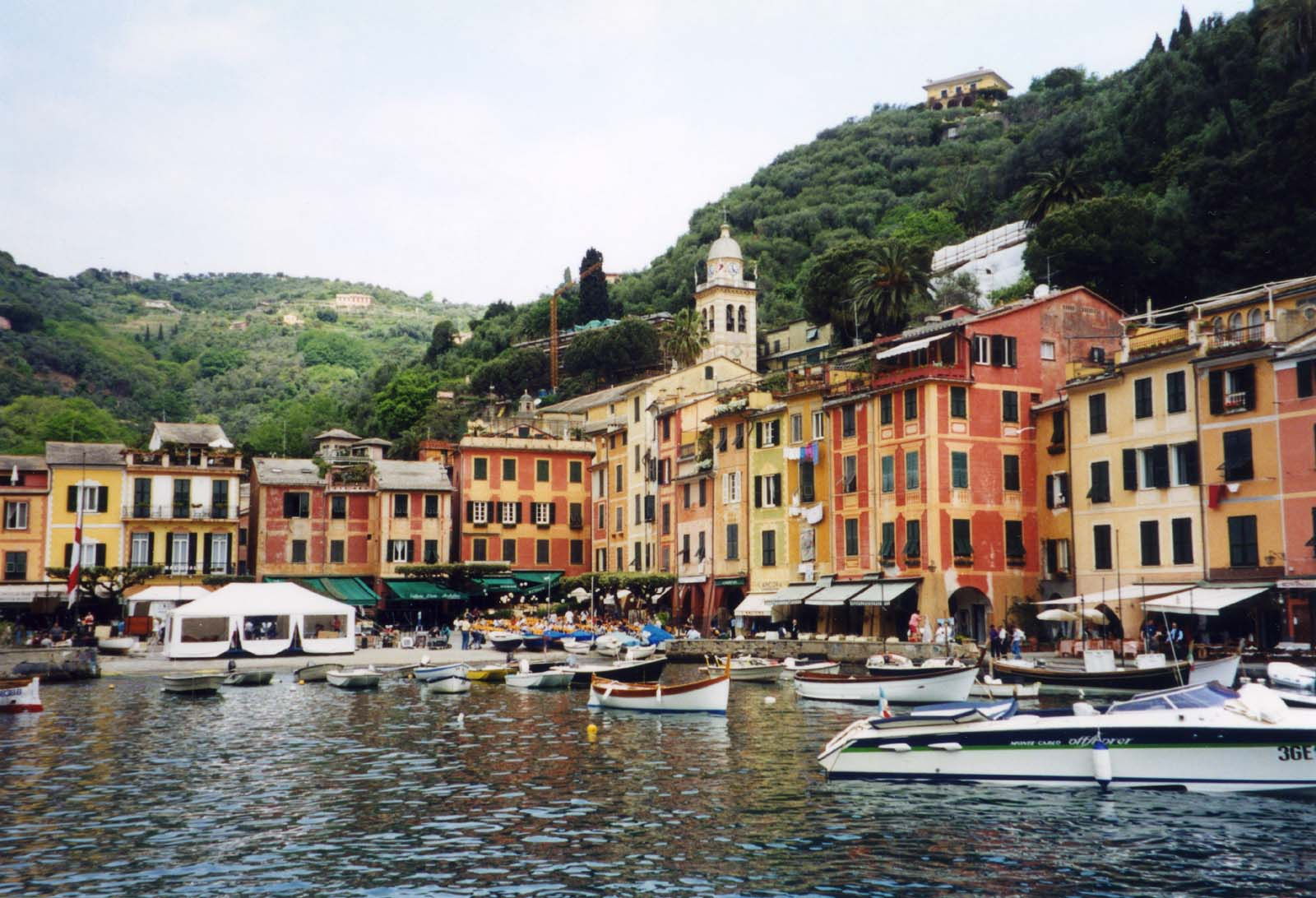
El puerto
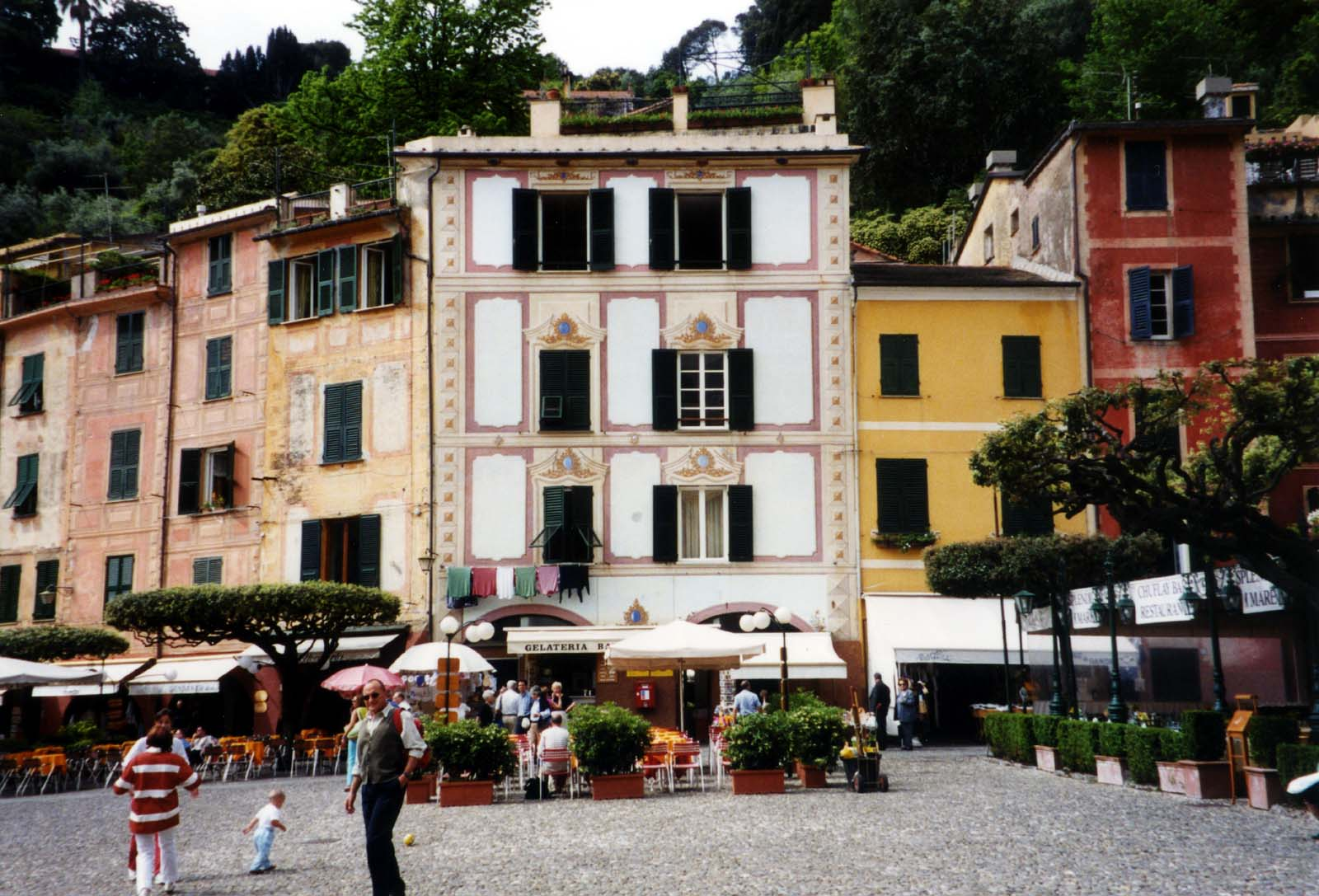
La plazoleta
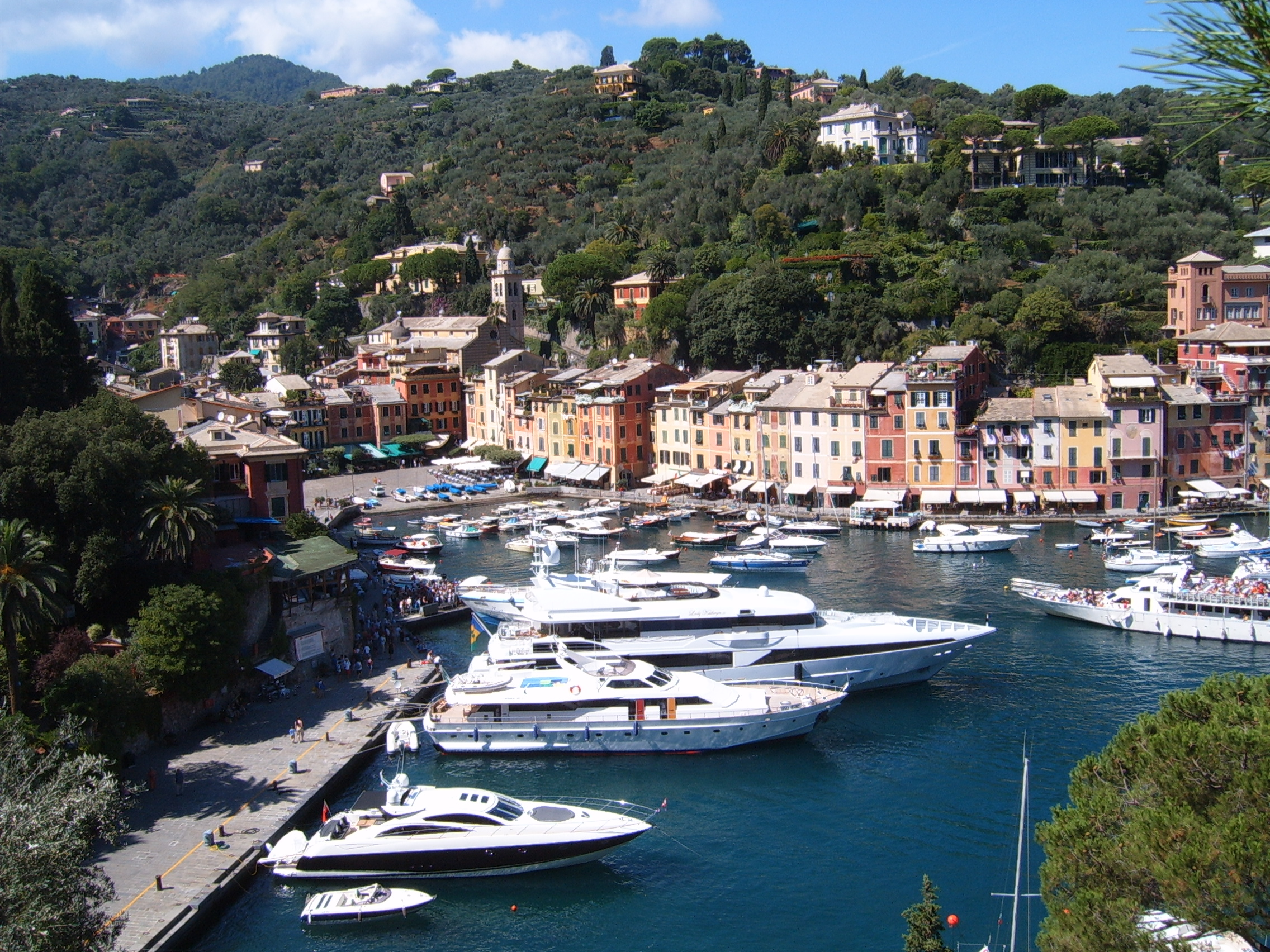
Panorama
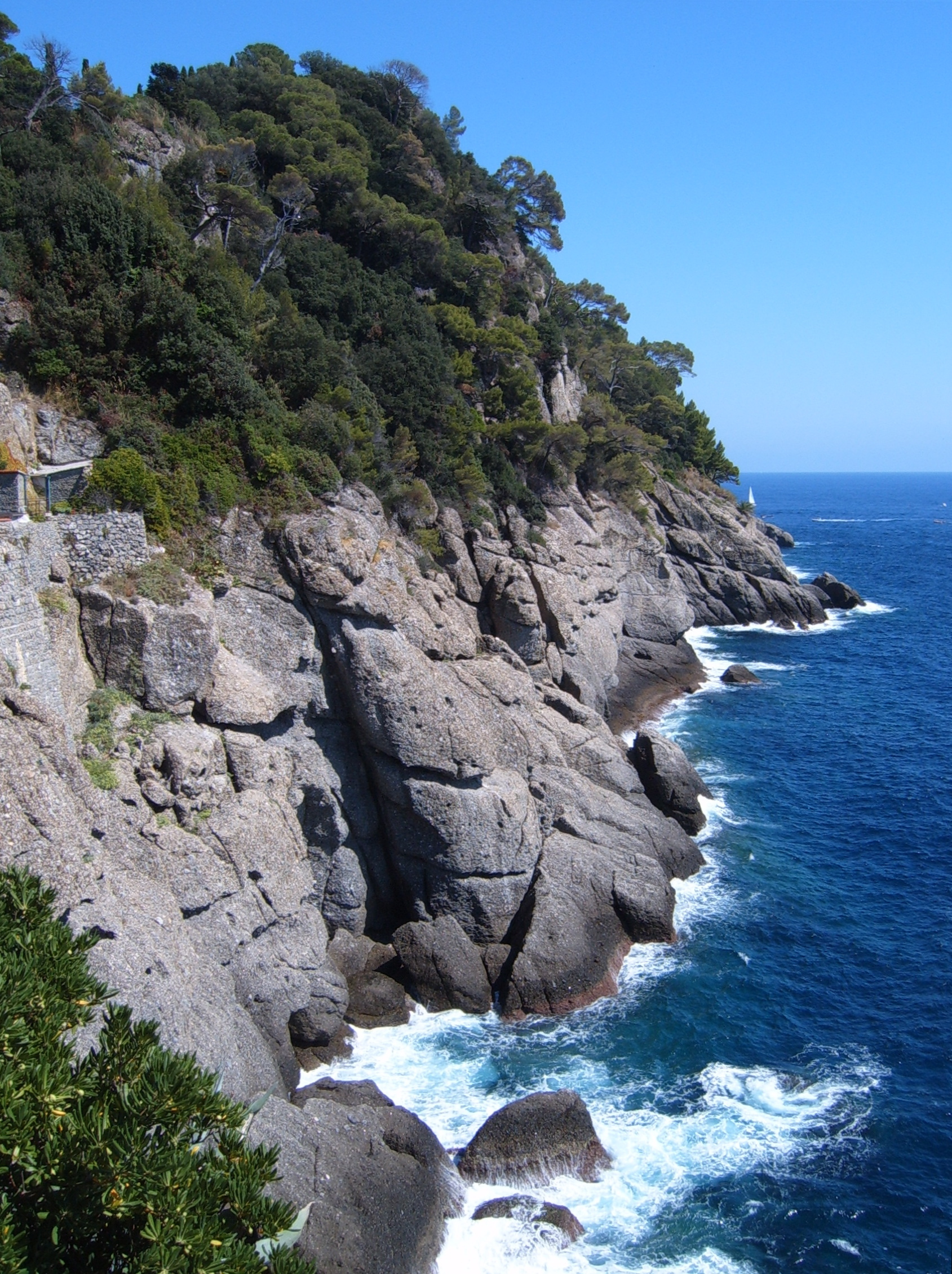
Acantilados
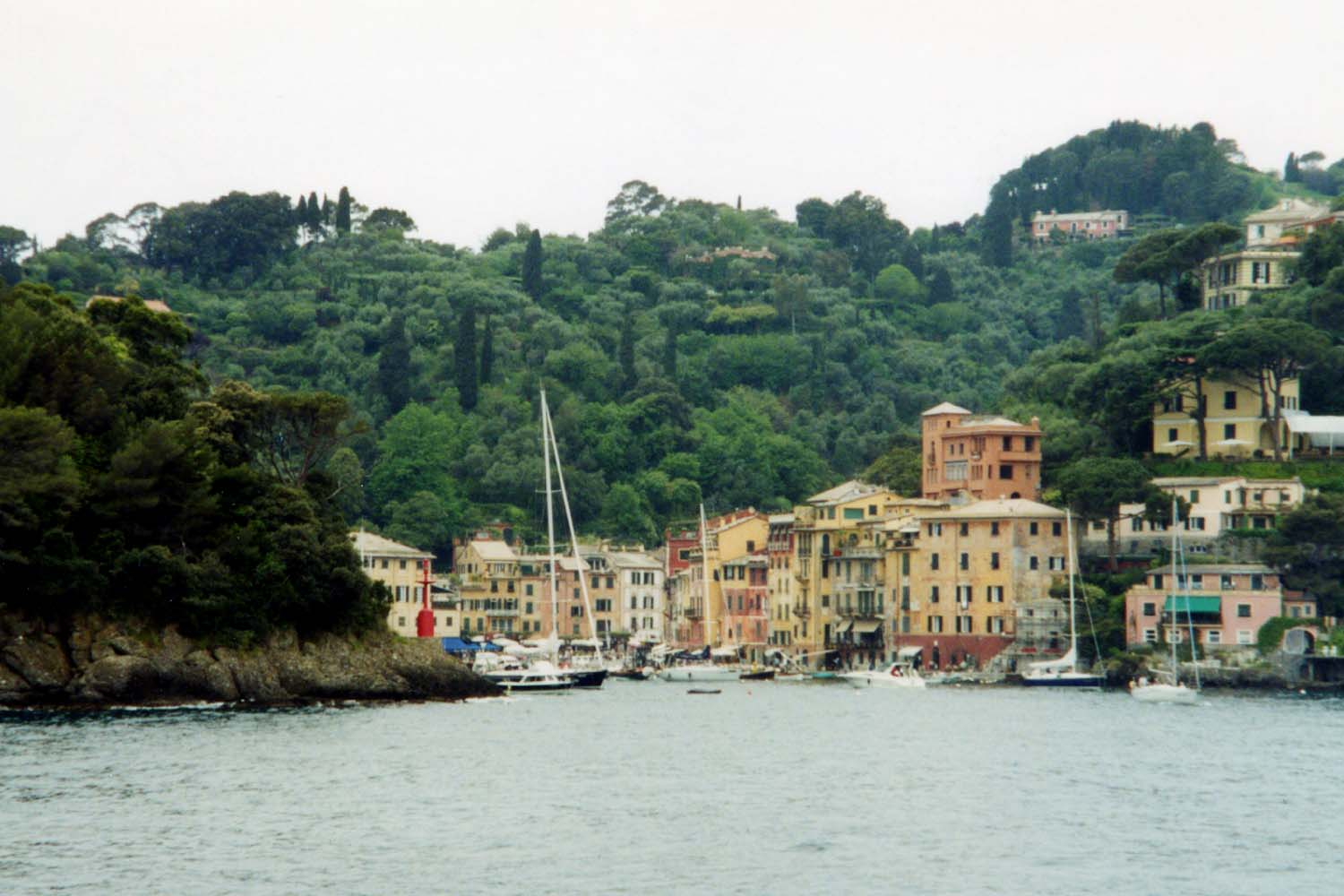
Vista desde el mar
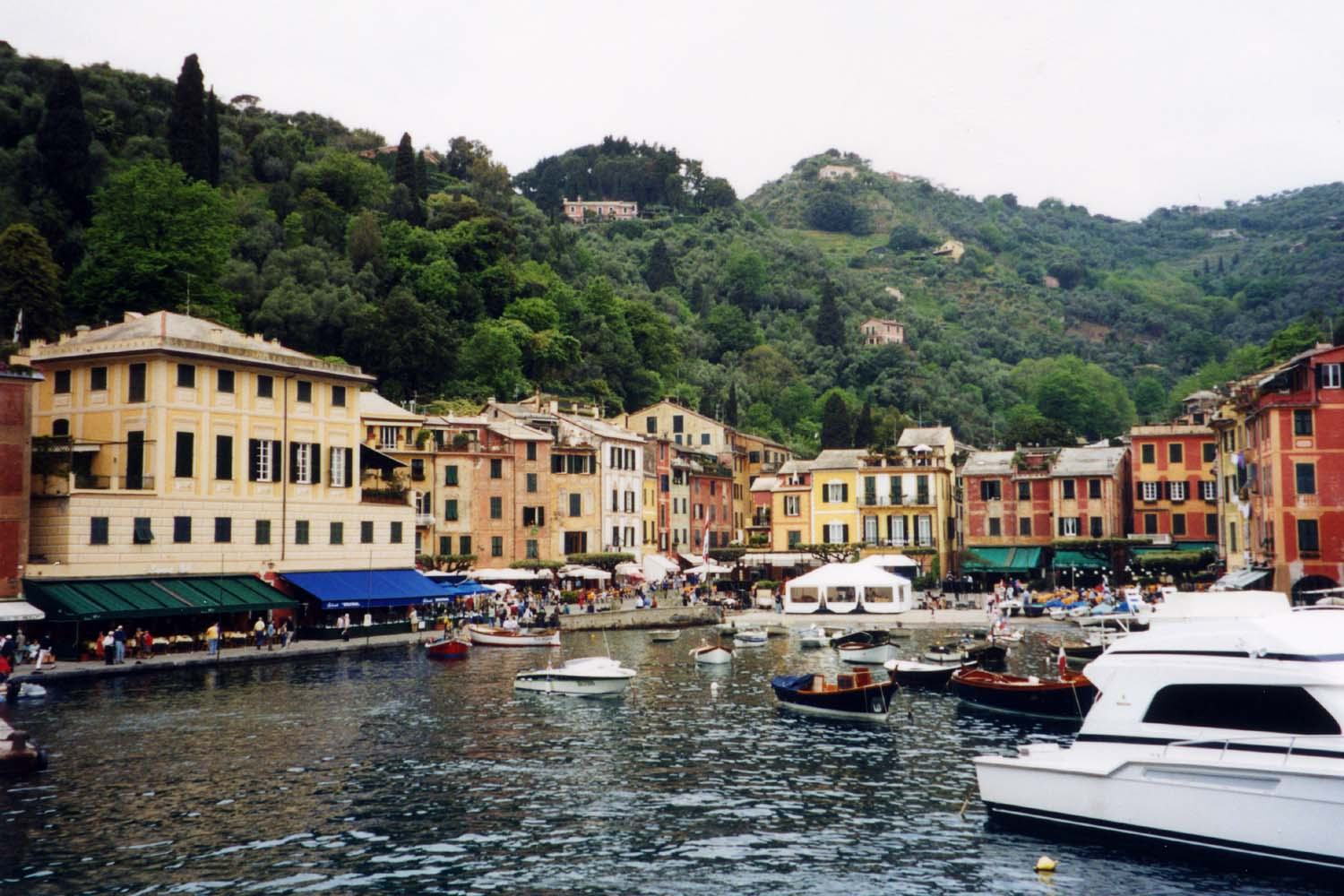
Vista a la izquierda
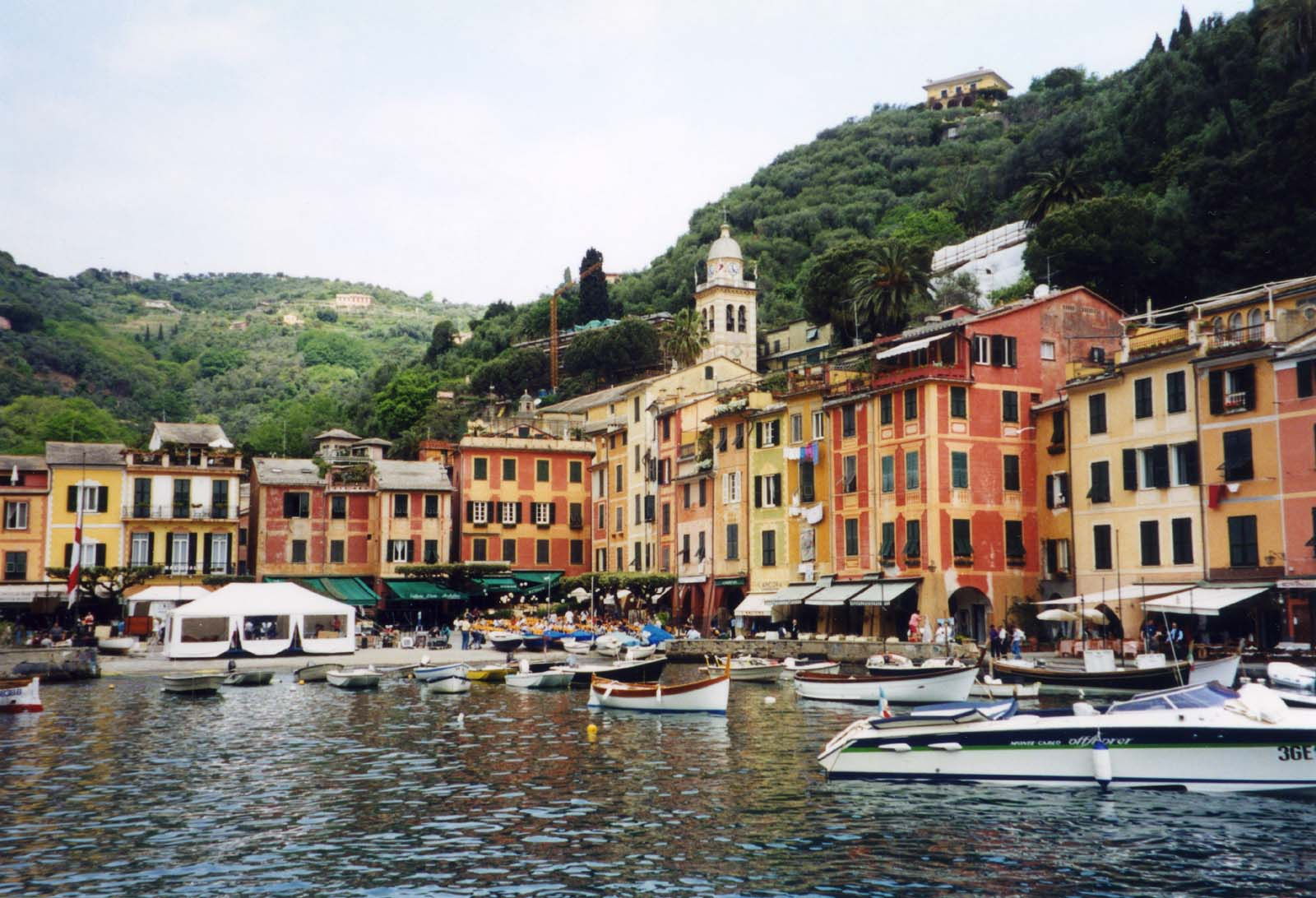
Vista a la derecha
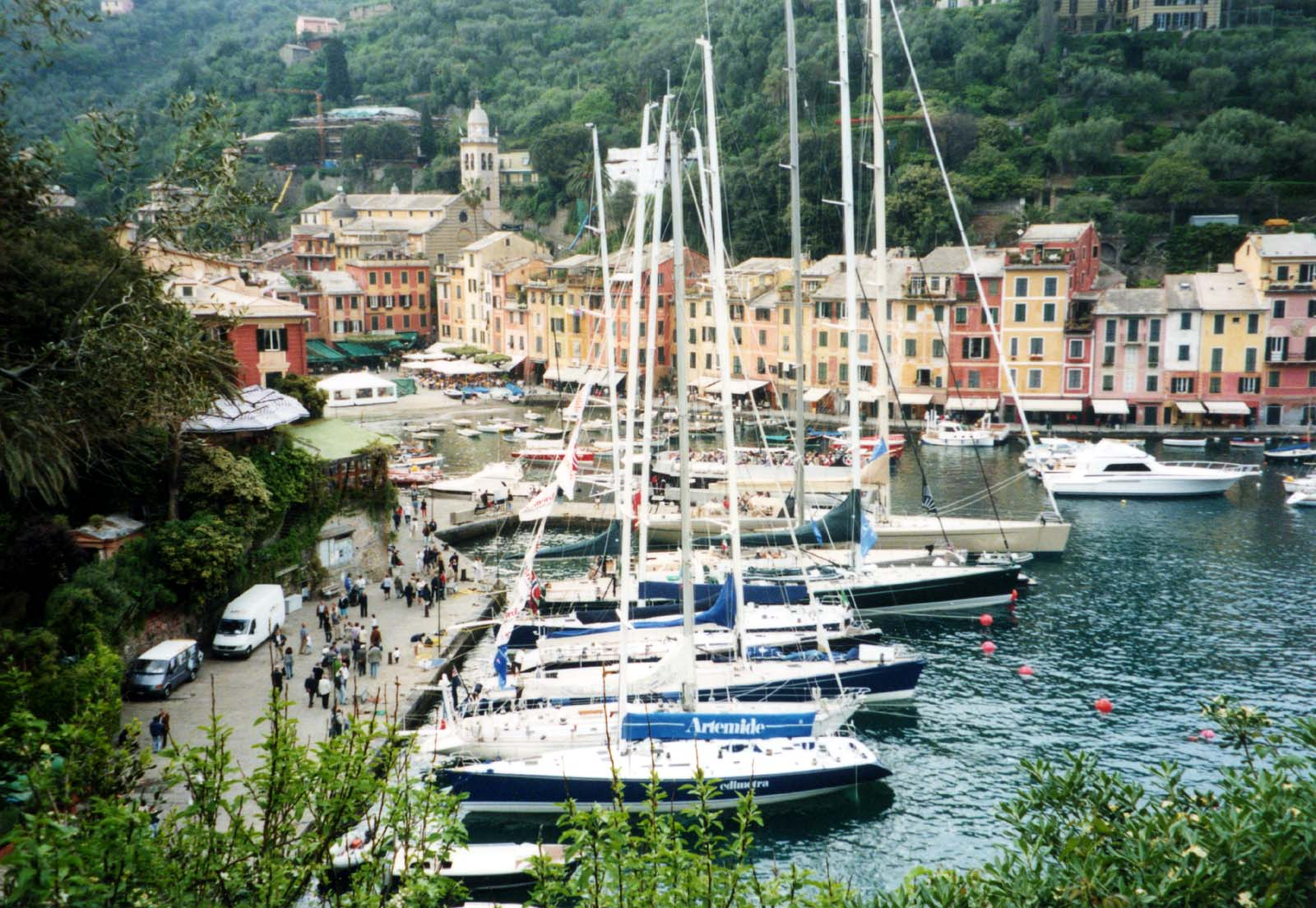
Bahía con yates

## Términos relacionados
- Castello Brown
- Riserva marina di Portofino
- Tigullio